# Blodregn

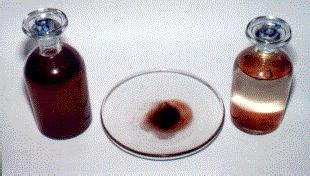
Blodregn från Kerala.

Blodregn är ett regn av röd eller rödaktig färg. Regnets färg beror på stoft av organisk eller oorganisk art, oftast ansamlat i samband med ökenstormar. Stoftet kan färdas långa sträckor med vinden.
De forna grekerna var rädda för blodregn och i litteratur ses det ofta som ett ont omen. Det onda är dock inget som styrks av forskningen. Blodregn är enligt SMHI ofarligt. Däremot är stoftet farligt när det sugs upp i atmosfären.
Blodregn från Sahara observeras vanligen i Medelhavsländerna, men förekommer även längre norrut. Den röda färgen är järnoxider som oxideras med när sanden blir fuktig.
Stoft i atmosfären behöver inte bilda blodregn utan kan även bilda exempelvis smog, vilket är vanligt i flera storstäder. I Sverige förekommer blodregn med några års mellanrum. Ofta är det försvagat när det når Sverige och den röda nyansen är då lättare att urskilja mot vitt underlag.
Mera kända är de blodregn som föll i Bryssel 1646, skildrat av Godefroy Wendelin i Pluvia purpurea bruxellensis och 1608 i franska Alperna, även skildrat av Wendelin.
Även svart och grå missfärgning av regnet förekommer, vilket är vanligare, även om det inte har någon vedertagen beteckning.
Samma fenomen för snö kallas blodsnö eller röd snö.